# KV45
KV45 (Kings' Valley 45) è la sigla che identifica una delle tombe della Valle dei Re in Egitto; era la sepoltura di Userhat. 
Molto vicina alla KV44, la tomba KV45 ne ricalca la struttura trattandosi di un pozzo verticale profondo circa 3 m ed una camera che si apre al fondo di questo. Apparteneva originariamente, come rilevato dai vasi canopi scoperti da Howard Carter nel 1902, a Userhat, Sovrintendente dei Campi di Amon durante la XVIII Dinastia. All’interno della camera, pesantemente compromessa a causa di infiltrazioni d’acqua, Carter rinvenne due corpi. Risalenti alla XXII dinastia, erano contenuti ciascuno in un doppio sarcofago e depositati su alti strati di detriti che riempivano la camera per circa un terzo. Tali erano le condizioni della tomba e del suo contenuto che, oltre pezzi dei vasi canopi di Userhat, Carter riuscì solo ad estrarre parte del viso del sarcofago maschile e uno scarabeo in calcare nero intestato a Marenkhosu, portiere della casa. Nulla fu possibile recuperare del sarcofago femminile.
Nel 1992 la tomba venne scavata nuovamente da Donald P. Ryan che vi ha rinvenuto materiale scheletrico umano, centinaia di frammenti di sarcofago molto deteriorati, resti di quarantaquattro ushabty in argilla ugualmente danneggiati. I resti umani sono stati assegnati a quattro differenti individui, verosimilmente gli occupanti originali della tomba ed i due della successiva sepoltura. Tracce di ceramica e vasellame hanno fatto datare la tomba al tardo regno di Thutmosi IV.

### Annotazioni
1. ↑  Le tombe vennero classificate nel 1827, dalla numero 1 alla 22, da John Gardner Wilkinson in ordine geografico. Dalla numero 23 la numerazione segue l’ordine di scoperta.
2. ↑  Donald P. Ryan (1957), egittologo statunitense, membro della Divisione Umanistica della Pacific Lutheran University.

### Fonti
1. ↑  Theban Mapping Project
2. 1 2  Reeves e Wilkinson (2000), p. 184.